# Zonosemata guybushi
Zonosemata guybushi är en tvåvingeart som beskrevs av Allen L.Norrbom 2002. Zonosemata guybushi ingår i släktet Zonosemata och familjen borrflugor.
Artens utbredningsområde är Costa Rica. Inga underarter finns listade i Catalogue of Life.